# Hôn nhân sắp đặt
Hôn nhân sắp đặt là một loại kết hợp hôn nhân trong đó cô dâu và chú rể được lựa chọn do các cá nhân khác ngoài chính cặp vợ chồng, đặc biệt là do các thành viên trong gia đình như cha mẹ. Trong một số nền văn hóa, một người mai mối chuyên nghiệp có thể được sử dụng để tìm người phối ngẫu cho một người trẻ tuổi.
Các cuộc hôn nhân sắp đặt đã từng là lịch sử nổi bật trong nhiều nền văn hóa. Thực tiễn vẫn còn phổ biến ở nhiều khu vực, đặc biệt là Nam Á, mặc dù ở nhiều nơi khác trên thế giới, thực tế đã giảm đáng kể trong suốt thế kỷ 19 và 20.
Có một số loại con của hôn nhân sắp xếp. Hôn nhân cưỡng bức, được thực hành ở một số nền văn hóa, bị Liên Hợp Quốc lên án. Các tiểu thể loại cụ thể của hôn nhân trẻ em bị ép buộc đặc biệt bị lên án. Trong các nền văn hóa khác, mọi người chủ yếu tự lựa chọn bạn đời của mình.

## Lịch sử
Các cuộc hôn nhân sắp đặt rất phổ biến trên khắp thế giới cho đến thế kỷ 18. Thông thường, các cuộc hôn nhân được sắp xếp bởi cha mẹ, ông bà hoặc người thân khác. Một số trường hợp ngoại lệ lịch sử được biết đến, chẳng hạn như các nghi lễ tán tỉnh và hứa hôn trong thời kỳ Phục hưng của Ý  và hôn nhân Gandharvaha trong thời kỳ Vệ đà của Ấn Độ.
Ở Trung Quốc, các cuộc hôn nhân sắp đặt (baoban hunyin, 包办 婚姻) - đôi khi được gọi là hôn nhân mù (manghun, 盲) - là chuẩn mực trước giữa thế kỷ 20. Một cuộc hôn nhân là một cuộc đàm phán và quyết định giữa cha mẹ và các thành viên lớn tuổi khác của hai gia đình. Chàng trai và cô gái thường được yêu cầu kết hôn, không có quyền hủy bỏ, ngay cả khi họ chưa bao giờ gặp nhau cho đến ngày cưới.
Hôn nhân sắp đặt là những chuẩn mực của nước Nga trước những năm đầu thế kỷ 20, hầu hết trong số đó là hôn nhân cùng tầng lớp xã hội.
Cho đến nửa đầu thế kỷ 20, các cuộc hôn nhân sắp đặt là phổ biến trong các gia đình di cư ở Hoa Kỳ. Đôi khi họ được gọi là hôn nhân ảnh cô dâu giữa những người nhập cư Mỹ gốc Nhật vì cô dâu và chú rể chỉ biết nhau qua trao đổi ảnh trước ngày kết hôn. Những cuộc hôn nhân giữa những người nhập cư thường được sắp xếp bởi cha mẹ hoặc người thân từ quốc gia gốc của họ. Khi những người nhập cư định cư và hòa nhập vào một nền văn hóa mới, các cuộc hôn nhân được sắp xếp trước tiên chuyển sang các cuộc hôn nhân sắp đặt mà cha mẹ hoặc bạn bè đã giới thiệu và cặp đôi gặp nhau trước khi kết hôn; theo thời gian, các cuộc hôn nhân giữa con cháu của những người nhập cư này chuyển sang hôn nhân tự quyết định do sự lựa chọn của cá nhân, hẹn hò và tán tỉnh, cùng với sự gia tăng các cuộc hôn nhân giữa các chủng tộc khác nhau. Động lực lịch sử tương tự cũng xảy ra ở các nơi khác trên thế giới.
Các cuộc hôn nhân sắp đặt đã suy giảm ở các nước thịnh vượng với sự di chuyển xã hội và chủ nghĩa cá nhân ngày càng tăng; tuy nhiên, các cuộc hôn nhân sắp đặt vẫn được thấy ở các quốc gia Châu Âu và Bắc Mỹ, trong số các gia đình hoàng gia, quý tộc và các nhóm tôn giáo thiểu số như trong hôn nhân sắp đặt giữa các nhóm Fundamentalist Mormon của Hoa Kỳ. Ở hầu hết các nơi khác trên thế giới, các cuộc hôn nhân sắp đặt tiếp tục tồn tại ở các mức độ khác nhau và ngày càng ở dạng gần như sắp xếp, cùng với các cuộc hôn nhân tự quyết định.